# Hélène Richard
Hélène Richard (Évian-les-Bains, 7 aprile 1976) è un'ex sciatrice alpina francese.

## Biografia
La Richard, slalomista pura originaria di Morzine e sorella di Cyprien, a sua volta sciatore alpino, in Coppa del Mondo esordì il 29 dicembre 1995 a Semmering, senza completare la prova, ottenne il miglior piazzamento il 12 dicembre 1999 a Sestriere (5ª) e prese per l'ultima volta il via il 6 gennaio 2002 a Maribor, senza completare la prova; si ritirò al termine della stagione 2002-2003 e la sua ultima gara fu uno slalom speciale FIS disputato il 6 aprile a Val-Frejus. Non prese parte a rassegne olimpiche o iridate.

## Palmarès

### Coppa del Mondo
- Miglior piazzamento in classifica generale: 47ª nel 2000

### Campionati francesi
- 1 medaglia:
  - 1 argento (slalom speciale nel 1999)